# Montenegrinsk-ortodoxa kyrkan
Montenegrinsk-ortodoxa kyrkan eller Montenegrinska ortodoxa kyrkan (montenegrinska: Црногорска православна црква, förkortat ЦРЦ/Crnogorska pravoslavna crkva, förkortat CRC; kyrkslaviska: Черногорскаѧ правосла́внаѧ цр҃ковь) är ett östligt ortodoxt kristet kyrkosamfund som bildades i Cetinje, Montenegro den 31 oktober 1993. Kyrkan erkänns inte av övriga östortodoxa kyrkor. 

## Historia
Montenegrinsk-ortodoxa kyrkan åberopar rötter från Kungariket Montenegros kyrka, som de hävdar var autokefal men upphörde när Montenegro gick in som en del i Slovenernas, kroaternas och serbernas stat. Sedan dess har den östortodoxa kyrkan i Montenegro räknats som en del av Serbisk-ortodoxa kyrkan. Dit bekänner sig de flesta av landets östortodoxa kristna.

## Bilder

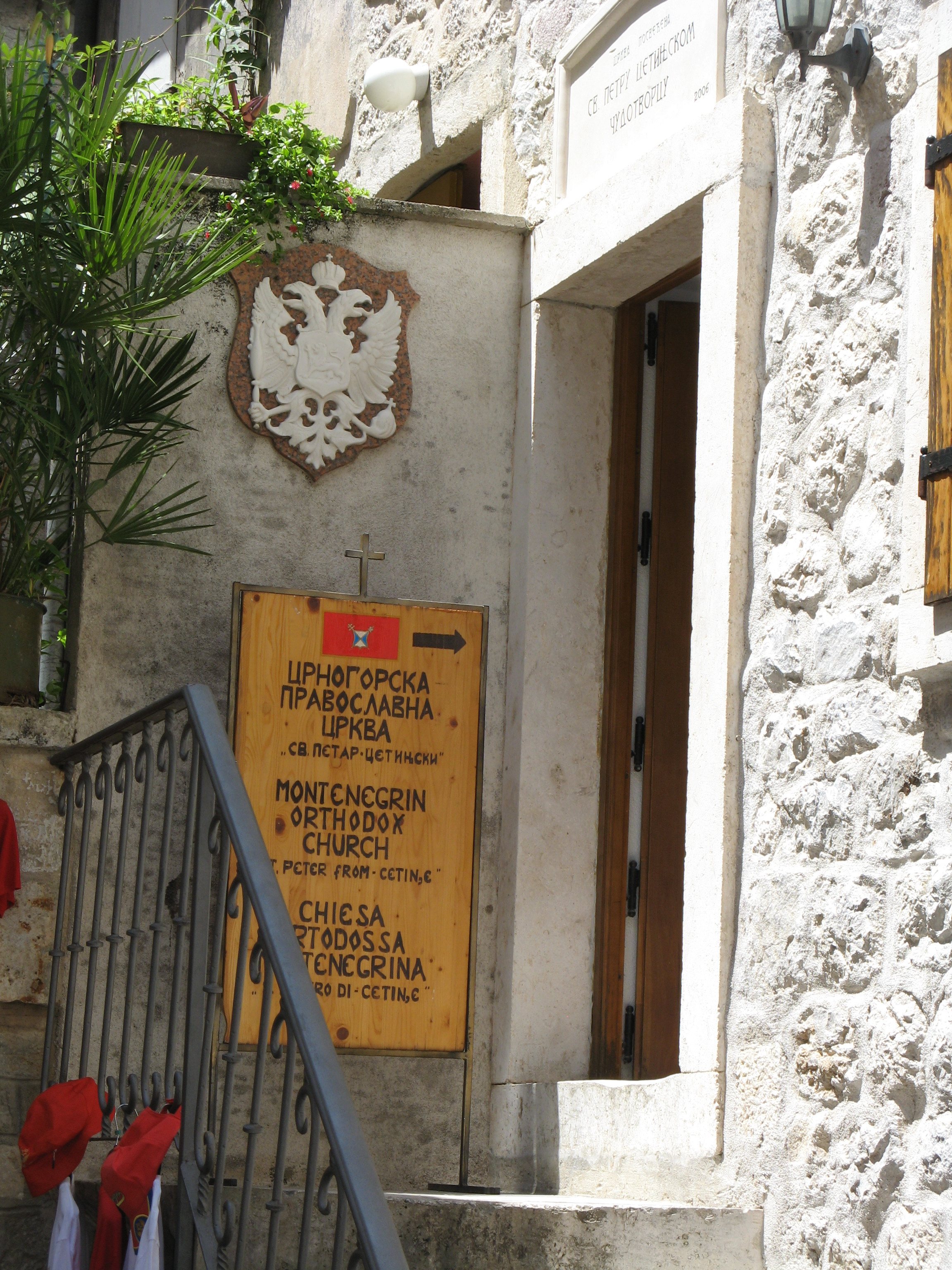
Montenegrinsk-ortodox kyrka i Kotor, Montenegro.